# Херлинг-Грудзинский, Густав
Густав Херлинг-Грудзинский (вариант – Герлинг-Грудзинский, пол. Gustaw Herling-Grudziński, 20 мая 1919, Кельцы — 4 июля 2000, Неаполь) — польский писатель и журналист. Крупная — наряду с Гомбровичем и Милошем — фигура польской литературной эмиграции XX века.

## Биография
Родился в семье ассимилированных евреев: Якуба (Йоски) Херлинга-Грудзинского и Дороты (Добрыси) Брычковской. Два года изучал литературу в Варшавском университете, учебу оборвала Вторая мировая война.
Уже в октябре 1939 вместе с друзьями создал подпольную организацию Польская народная акция независимости (PLAN). Как курьер организации отправился во Львов, затем в Гродно, но был там в марте 1940 арестован НКВД, обвинён в шпионаже. Сидел в пересыльных тюрьмах Витебска, Ленинграда, Вологды, отправлен в лагерь в Ерцево (Архангельская область). Пробыл там 2 года. После голодовки протеста освобождён в 1942 по советско-польскому соглашению Сикорского-Майского. Присоединился к армии генерала Андерса, сражался под Монте-Кассино. Награждён высшим знаком воинского отличия Польши орденом Virtuti Militari.
После войны стал политическим эмигрантом, вместе с женой поселился в Лондоне. В 1947 вместе с Ежи Гедройцем основал в Риме журнал Культура. В 1952 похоронил жену. В 1952—1955 работал на Радио «Свобода» в Мюнхене. С 1955 жил в Неаполе, вторым браком был женат на дочери Бенедетто Кроче, Лидии.
Состоял членом Союза польских писателей. Участвовал в диссидентском движении, примыкал к организации оппозиционных интеллектуалов Польское независимое соглашение.

## Творчество
Автор метафизических новелл, этических притч, нередко с криминальным сюжетом, развивающих линию Эдгара По, Германа Мелвилла, Натаниэля Готорна, Генри Джеймса. Писал рассказы и повести, драмы и эссе, выступал как литературный критик и политический публицист.
Но две его главные книги — это записки о советском лагере Иной мир (Другой мир), которые чаще всего сопоставляют с Записками из мертвого дома Ф. М. Достоевского и Колымскими рассказами В. Шаламова (Лондон, 1951, на англ. яз. c предисловием Бертрана Рассела, 1953 — там же на польск. яз.; в Польше опубл. 1989) и многотомный Дневник, писавшийся ночью, который он вел более чем четверть века (1971—2000).

## Признание и награды

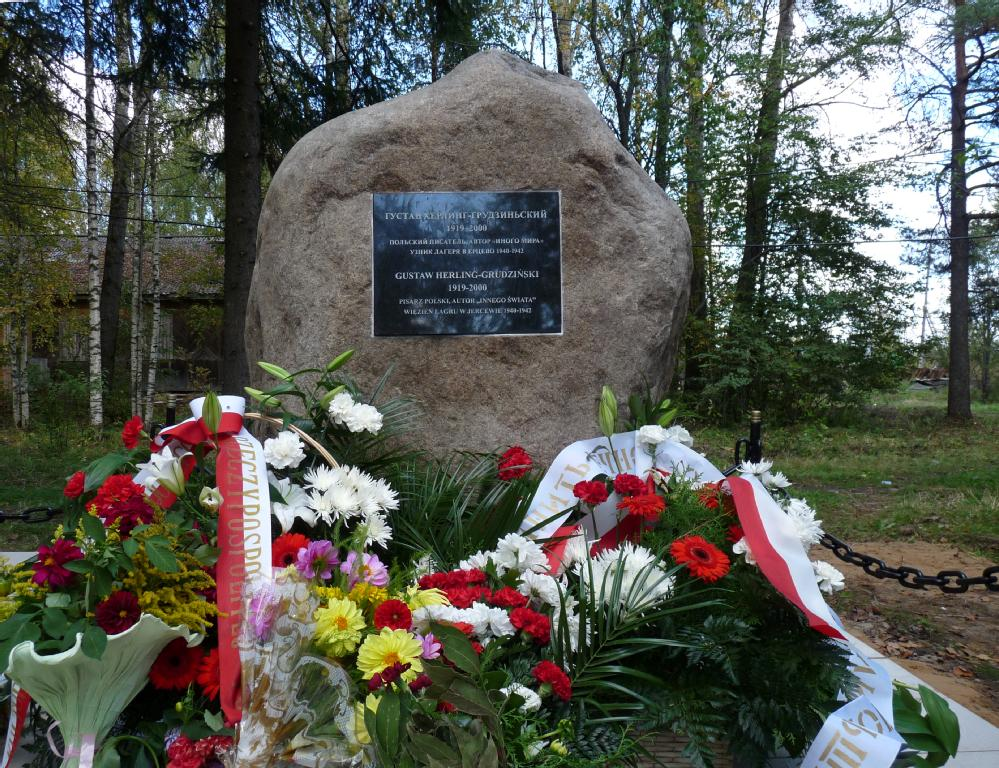
Памятник Г. Херлинг-Грудзинскому в пос. Ерцево

Книги переведены на многие языки мира. Лауреат премии французского ПЕН-клуба (1985), польского ПЕН-клуба имени Яна Парандовского (1990), удостоен Ордена Белого Орла (1998) и многих других наград в разных странах Европы, почётный доктор Университета им. Адама Мицкевича в Познани (1991) и Ягеллонского университета (2000).
В сентябре 2009 г. в Ерцево был открыт памятник писателю.

## Избранные произведения
- Inny świat (1953)
- Skrzydła ołtarza (1960)
- Drugie przjście, oraz inne opowiadania i szkice (1963)
- Upiory rewolucji (1969)
- Dziennik pisany nocą (1971—2000)
- Wieża (1957)
- Pietà dell’Isola (1960)
- Podróż do burmy: dziennik (1983)
- Eurokomunizm: dwa głosy (1985, в соавторстве с А. Михником)
- Wiez a i inne opowiadania (1988)
- Żywi i umarli: szkice literackie (1990)
- Godzina cieni (1991)
- Wyjścia z milczenia (1993)
- Sześć medalionów i Srebrna Szkatułka (1994)
- Portret wenecki: trzy opowiadania (1995)
- Gorący oddech pustyni (1997)
- Don Ildebrando: opowiadania (1997)
- Pod światło (1998)
- Biała noc miłości: opowieść teatralna (1999)
- Podzwonne dla dzwonnika (2000)

## Публикации на русском языке
- Иной мир: Советские записки. / Перевод Н. Горбаневской. London: Overseas Publications Interchange, 1989
- Горячее дыхание пустыни. Белая ночь любви. Москва: МИК, 2000
- Неаполитанская летопись / Предисловие Мариуша Вилька. Перевод И.Е. Адельгейм. Санкт-Петербург, изд-во Ивана Лимбаха, 2017.